# Matrices l-équivalentes
En algèbre linéaire, deux matrices sont l-équivalentes (ou ligne-équivalentes) si on peut passer de l'une à l'autre par des opérations élémentaires sur les lignes. Si A et B sont deux matrices, cette condition se réécrit comme : il existe une matrice inversible {\displaystyle G} tel que {\displaystyle A=GB}.

## Définition
Deux matrices A et B de {\displaystyle M_{m,n}({\mathcal {K}})} sont l-équivalentes s'il existe des matrices élémentaires {\displaystyle M_{1},\dots ,M_{n}} telles que {\displaystyle A=M_{1}\dots M_{n}B}. Ceci revient à dire que l'on peut passer de l'une à l'autre par des opérations élémentaires sur les lignes. Cette définition est équivalente à l'existence d'une matrice inversible G telle que {\displaystyle A=GB}. En effet, le groupe linéaire {\displaystyle GL_{n}(K)} est engendré par les matrices élémentaires. On note parfois {\displaystyle A{\stackrel {l}{\sim }}B}.

## Propriétés
La l-équivalence est une relation d'équivalence sur l'ensemble des matrices. 
- elle est réflexive
- elle est symétrique : si {\displaystyle A=GB}, avec G une matrice inversible, alors {\displaystyle G^{-1}A=B}
- elle est  transitive

Deux matrices l-équivalentes ont même rang ; la réciproque n'est pas vraie. Il suffit de prendre {\displaystyle {\begin{pmatrix}1&0&0\\0&1&0\\0&0&0\end{pmatrix}}} et {\displaystyle {\begin{pmatrix}0&0&0\\0&1&0\\0&0&1\end{pmatrix}}}.
Deux matrices de {\displaystyle M_{m,n}({\mathcal {K}})} sont l-équivalentes si et seulement si elles ont le même noyau.
Toute matrice est l-équivalente à une matrice échelonnée en lignes. Les opérations élémentaires à effectuer pour passer d'une matrice à une matrice échelonnée en lignes peuvent être obtenues par le pivot de Gauss.